# 1984 (publicité)
Vous lisez un « bon article » labellisé en 2009.
Pour les articles homonymes, voir 1984 (homonymie).
Pour plus de détails, voir Fiche technique et Distribution.
1984 est un spot publicitaire réalisé par Ridley Scott pour le lancement en 1984 du 128K, premier ordinateur Macintosh de la firme californienne Apple. Considéré comme un chef-d'œuvre en matière de publicité, il s'agirait même selon la presse spécialisée de la meilleure publicité de tous les temps. Dans ce film de 60 secondes, l'athlète Anya Major joue le rôle de l'héroïne inconnue et David Graham le Big Brother que l'on voit à l'écran. Il s'inspire de l'univers du roman 1984 de George Orwell, et marque l'histoire de la publicité en ne montrant pas le produit vendu, et en n'expliquant pas non plus en quoi il consiste concrètement. Il n'a été diffusé, en tant que spot publicitaire, qu'une seule fois au niveau national aux États-Unis : le 22 janvier 1984 lors du troisième quart-temps du Super Bowl XVIII devant 90 millions de téléspectateurs.

## Synopsis

« Logo Picasso » du Macintosh, présent sur le débardeur de l'athlète incarnée par Anya Major.

Le spot s'ouvre sur un environnement industriel dystopique dans des tonalités bleues et grises. On y voit une file d'hommes marcher en cadence. Ils traversent un long tunnel sous la surveillance d'une série de télécrans. On entend une voix masculine débiter un discours en fond sonore. Une jeune femme à l'allure sportive (interprétée par Anya Major) apparaît en courant. D'allure athlétique, elle tient un marteau à tête large rappelant ceux du lancer du marteau. Sa tenue est constituée d'un short de sport orangé et d'un débardeur blanc sur lequel on peut voir un dessin artistique de type cubiste, d'une pomme et d'un Macintosh. Les couleurs tranchent avec le reste du décor.
La femme fait irruption dans une salle, poursuivie par quatre personnes armées de matraques et portant un uniforme anti-émeute noir avec un casque pare-soleil masquant leurs visages. La foule de personnes grises vue au début du spot est assise dans cette salle, les yeux rivés sur un écran géant. Sur celui-ci, un homme au visage creusé et portant des lunettes cachant partiellement ses yeux, joué par David Graham, assène un discours à l'occasion du premier anniversaire des « glorieuses Directives de purification de l'information » qui ont conduit à la fin des « pensées contradictoires ». Il déclare que cette unification de la pensée est l'arme la plus puissante qui existe. Il figure le Big Brother du roman George Orwell écrit en 1948 et précisément titré 1984. Le film se poursuit avec une alternance de plans montrant l'athlète et l'écran géant.
La femme, maintenant au milieu de la salle, prend de l'élan et lance son marteau en hurlant vers l'écran au moment où l'orateur déclare « nous régnerons ! ». L'écran vole en éclats, créant une bourrasque de lumière et de fumée qui se répand sur le public bouche bée.
Vient ensuite le slogan, sur lequel se conclut le spot :

« Le 24 janvier, Apple Computer lancera le Macintosh. Et vous verrez pourquoi 1984 [l'année] ne sera pas comme 1984 [le roman]. »

L'apparition du logo d'Apple, la pomme multicolore, conclut le spot.

## Fiche technique
- Titre original : 1984
- Réalisation : Ridley Scott
- Scénario : Lee Clow (directeur de la création), Steve Hayden (concepteur-rédacteur) et Brent Thomas (directeur artistique)
- Photographie : Adrian Biddle
- Montage : The Film Editors Ltd.
- Société de production : Fairbanks Films, New York
- Société de distribution : Apple
- Budget : 900 000 $US
- Durée : 60 secondes dans version originale diffusée lors du XVIIIe Super Bowl
- Pays :  États-Unis (anglais)
- Date de sortie : 22 janvier 1984

## Historique

### La conception de la publicité
Chiat\Day, l'agence de publicité d'Apple de l'époque, avait déjà conçu en 1982 une publicité pour l'Apple II qui avait pour slogan « Why 1984 won't be like 1984 ». Cependant cette publicité, destinée au Wall Street Journal, n'a jamais été diffusée. En 1983, le slogan a été remis au goût du jour par Steve Hayden et Brent Thomas pour la publicité du Macintosh. Une fois le concept défini et basé sur le même slogan retravaillé, l'équipe de Chiat\Day monte un storyboard prêt à être réalisé. Lorsque ce dernier est présenté à Apple, son CEO John Sculley se montre alors réservé, tandis que pour Steve Jobs, le Macintosh mérite un spot aussi radical et innovant. Sculley est finalement convaincu par Jobs, et tous deux donnent leur autorisation pour le tournage de la publicité. Ils achètent ensuite deux créneaux publicitaires de respectivement 60 et 30 secondes pour le Super Bowl à venir.
Fort de ses deux dernières réalisations Alien et Blade Runner, Ridley Scott est engagé par l'agence Chiat\Day pour réaliser le spot 1984, ainsi qu'une publicité pour le Lisa connue sous le nom de Alone Again. Pour ce faire, l'agence lui alloue un budget de 900 000 dollars. Pour 1984, Scott s'inspire en partie, tout comme pour sa précédente réalisation, du film Metropolis de Fritz Lang.

### Réalisation
Au cours du mois de septembre 1983, Scott réunit un casting rassemblant plus de 200 participants pour une semaine de tournage aux Studios de Shepperton. Les figurants jouant les hommes aliénés dans le spot sont de réels skinheads britanniques, ainsi que des amateurs payés 125 dollars par jour pour se raser la tête.
Le casting pour le rôle de l'athlète se révèle quant à lui plus délicat. En effet, bon nombre de mannequins professionnels éprouvent certaines difficultés à faire tournoyer sur place, puis à lancer précisément, le marteau de près de 3 kg (6 livres) tel que le prévoit le script. Le choix pour le rôle de l'athlète se porte alors sur le mannequin Anya Major, une lanceuse du disque expérimentée, capable de maîtriser le marteau.
Initialement, le storyboard ne prévoit pas de texte pour le Big Brother diffusé sur l'écran. Mais Ridley Scott souhaite faire dire quelques lignes à David Graham retenu pour le rôle. D'abord réticent, Steve Hayden, concepteur-rédacteur, se plie ensuite à cette exigence après que Scott a menacé d'écrire les lignes lui-même.
Après un rough cut, Lee Clow et Steve Hayden présentent le montage à Jobs et Sculley. Le résultat leur fait bonne impression. Le spot est présenté publiquement pour la première fois le 23 octobre 1983 lors de la conférence des ventes annuelle au civic auditorium d'Honolulu. Il y est reçu par un tonnerre d'applaudissements de la part des 750 spectateurs (principalement des commerciaux) présents dans la salle.

### Une diffusion difficile
Sûrs d'eux-mêmes et du montage final du spot, Jobs et Sculley demandent au directeur marketing de l'époque, Mike Murray, de le présenter en décembre 1983 aux membres du conseil d'administration d'Apple : Mike Markkula (cofondateur d'Apple Computer), Dr Henry E. Singleton (fondateur de Teledyne), Arthur Rock (investisseur en capital risque), Peter O. Crisp et Philip S. Schlein (CEO de Macy’s California). La réception n'est pas celle attendue, aucun des membres ne l'apprécie, Markkula en vient même à lancer « Qui veut aller chercher une autre agence ? », un autre membre fait remarquer qu'il s'agit de la plus mauvaise publicité qu'il ait jamais vue. La diffusion du spot devant un focus groupe, que l'équipe du marketing de Macintosh a commandé pour essayer de faire changer d'avis le conseil d'administration, obtient le score le plus bas jamais obtenu par une publicité pour ce genre de produit. L'idée initiale était de diffuser le spot 1984 sur le créneau de 60 secondes puis de marteler le message une seconde fois dans une version écourtée de 30 secondes du spot ; à la place, le conseil d'administration demande ensuite que ce spot ne soit jamais diffusé, et que les deux créneaux publicitaires du XVIIIe Super Bowl acquis soient revendus. Sculley fait suivre le message à Jay Chiat qui ne respecte pas la consigne et demande à son Media director de ne vendre que le créneau de 30 secondes. Malgré le court délai de revente, un acheteur est trouvé, laissant à Apple le créneau de 60 secondes payé 800 000 dollars.
Probablement afin de protéger ses arrières d'un possible échec commercial cuisant, Sculley délègue la décision de diffuser le spot à William V. Campbell (vice-président du marketing) et E. Floyd Kvamme (vice-président exécutif du marketing et des ventes). Au cas où, Apple dispose du spot Manuals, une publicité qui met plus en avant le Macintosh que 1984 tout en le comparant à l'IBM PC. L'argument utilisé face à l'IBM PC est la simplicité du Macintosh, illustré par la taille de leurs manuels d'utilisation respectifs, celui de l'ordinateur d'IBM étant bien plus épais et massif que celui de l'ordinateur d'Apple.
Cherchant encore à faire accepter la diffusion de 1984, Steve Jobs cherche de l'aide du côté de Steve Wozniak, habituellement peu impliqué dans ce genre de décisions. Il lui passe le spot sur un magnétoscope U-matic. Wozniak en reste sidéré et lâche que c'est la meilleure publicité qu'il ait jamais vue. Ensuite, Jobs lui apprend que le conseil d'administration s'est opposé à sa diffusion. Selon les dires de Steve Jobs, rapportés par Steve Wozniak, la raison évoquée serait le coût important des créneaux de publicité du Super Bowl. La situation financière des deux Steve étant assez confortable, Wozniak propose à Jobs qu'ils payent chacun la moitié des 800 000 dollars nécessaires à sa diffusion lors du Super Bowl. Car pour Wozniak, une telle œuvre de science-fiction doit être diffusée : « Ça devrait être diffusé. C'est nous ! ».
Mais il reconnaît avoir été naïf sur le moment : il n'avait pas réalisé que la vraie raison pour laquelle le conseil d'administration s'était opposé à la diffusion de 1984 était que ses membres n'étaient pas assez sûrs d'eux-mêmes pour se confronter à IBM.
Finalement, Campbell et Kvamme décident d'opter pour la diffusion de 1984, en l'incluant dans une vaste campagne de promotion de 100 jours pour le Macintosh, dotée d'un budget de 15 millions de dollars.

### Diffusion et réception
Le XVIIIe Super Bowl a lieu le 22 janvier 1984, au Tampa Stadium de Tampa où les Redskins de Washington affrontent les Raiders de Los Angeles. 1984 est diffusé au début du troisième quart temps, à la première coupure publicitaire après la mi-temps, sur CBS. Selon les estimations, plus de 90 millions de téléspectateurs voient le spot.
Il se fait immédiatement remarquer : les standards téléphoniques d'Apple, Chiat\Day et CBS sont pris d'assaut, afin de savoir ce qu'est ce Macintosh, annoncé dans le spot mais non présenté. L'attention portée est telle que les trois principaux réseaux de chaînes télévisées de l'époque, ABC, CBS et NBC, l'évoquent et le rediffusent dans leur journal du soir. Selon les estimations de Chiat\Day, cela a généré 5 millions de dollars de publicité « gratuite ». D'après ACNielsen, la publicité atteint plus de 45 % des foyers américains, 50 % des hommes et 36 % des femmes aux États-Unis. La vague atteint également la presse écrite en faisant les unes du Time, de Newsweek, de BusinessWeek, de Fortune, de Forbes, du Wall Street Journal et du New York Times.
Contrairement à une idée reçue répandue, 1984 a été diffusé plus d'une fois. En effet, Chiat\Day a payé 10 dollars pour diffuser le spot le 15 décembre 1983 à 1 h 00, juste avant la fin de la diffusion, sur une petite chaîne de télévision locale de Twin Falls dans l'Idaho, KMVT (canal 11). Le but était que le spot soit diffusé au moins une fois au cours de l'année 1983, de manière qu'il puisse concourir aux diverses compétitions primant les meilleures publicités de cette année-là. Il est aussi diffusé dans sa version courte (30 secondes) à partir du 17 janvier 1984 par la régie publicitaire Screenvision dans un certain nombre de salles de cinéma américaines, et ce pendant plusieurs semaines.
Une semaine après le lancement du Macintosh le 24 janvier, les cadres du groupe Macintosh sont invités à la réunion mensuelle du conseil d'administration, sans savoir ce qui les attend. Lorsqu'ils rentrent dans la pièce, ils y reçoivent une ovation debout de la part des membres du conseil, reconnaissant au passage leur erreur concernant le spot 1984 et les félicitant pour le lancement réussi du Macintosh.
La publicité a depuis refait des apparitions télévisuelles, principalement dans des rétrospectives de publicités diffusées à la télévision telles que Culture Pub.

## Analyse contextuelle

### L'ordinateur personnel comme nouveau produit de consommation
Les années 1980 signent le début de la démocratisation des ordinateurs avec l'arrivée des premiers ordinateurs dits personnels. L'IBM PC sorti en 1981 et l'Apple Lisa sorti en 1983 avaient cependant un défaut majeur : un prix relativement élevé, atteignant à l'époque jusqu'à 25 000 $ pour le premier et 10 000 $ pour le second, restreignant ainsi la majeure partie de leur utilisation aux entreprises. La réponse d'IBM à ce problème est arrivée en 1983 avec l'IBM PCjr, et en 1984 pour Apple Computer avec l'arrivée du Macintosh.
À l'époque, lorsque l'on parlait d'ordinateurs et de science fiction aux Américains, beaucoup avaient en tête l'image du puissant ordinateur HAL doté d'intelligence artificielle, issu du film 2001, l'Odyssée de l'espace de Stanley Kubrick. Les ordinateurs souffraient donc d'une relative mauvaise image, et les compagnies qui devaient en faire la promotion se devaient de les faire apparaître comme étant simples et inoffensifs. Pour cette raison, IBM a pris une direction opposée en choisissant une figure populaire pour la promotion de ses premiers PC : Charlie Chaplin, campagne qui s'est traduite par un fort succès de l'IBM PC et de ses successeurs.

### Positionnementmarketingd'Apple
Avec le spot 1984, Apple s'empare des angoisses des consommateurs. La complexité de l'ère de l'information est présentée par la firme comme une lutte entre le bien et le mal. Apple souhaite faire passer aux consommateurs une conception manichéenne du marché de l'informatique. Il y aurait donc d'un côté une mauvaise technologie, centralisée, autoritaire, qui écraserait et contrôlerait les hommes, symbolisée par le Big Blue IBM. Et de l'autre côté, se trouverait une autre conception de l'informatique basée sur l'indépendance et la liberté et qui serait incarnée par le Macintosh d'Apple.
La publicité s'appuie aussi sur une forte opposition entre les genres. Ainsi, les aliénés, tout comme Big Brother, sont tous des hommes, alors que l'athlète est une femme. Cela permet au spectateur d'identifier le Macuser comme un opprimé et de distinguer le Macintosh des autres ordinateurs « hommes ». Malgré le fait que le premier développeur était en fait une développeuse, Ada Lovelace, l'informatique moderne reste un domaine très masculin, le Macintosh voulait ainsi représenter quelque chose de nouveau.
L'utilisation d'une femme pour jouer l'athlète joue un double rôle dans 1984. En un sens, on peut considérer que la femme joue le rôle de l'utilisateur et le marteau celui du Macintosh, l'outil qu'elle utilise pour détruire Big Brother. Ou selon une autre interprétation, l'athlète, avec son débardeur qui porte le logo du Macintosh, pourrait être une personnification du Macintosh même. Elle personnifie donc à la fois le Macintosh et le Macuser comme étant tous les deux femmes. Cela laisse sous-entendre qu'Apple est pour un accès de tous à l'informatique, et élargirait potentiellement le marché de l'ordinateur personnel. Cela rend aussi le Macintosh plus « user-friendly » pour tous les utilisateurs. Il était donc plus enclin à être utilisé comme ordinateur familial par opposition aux PC qui eux sont traditionnellement associés au monde du travail.

### Critique stratégique rétrospective
Ironiquement, dans 1984, le mal incarné par Big Brother est diffusé par une télévision. Dans le cadre du spot et son univers manichéen, la télévision représente le mal et l'ordinateur le bien. Cette publicité incite implicitement à acheter un ordinateur pour que les enfants soient créatifs au lieu de regarder passivement la télévision et ses nombreuses publicités. Cela s'appuie donc sur le postulat qu'utiliser un ordinateur c'est être plus actif que de regarder la télévision.
1984 reflète également l'une des dernières grandes erreurs stratégiques de Steve Jobs avant son départ « forcé » d'Apple : avoir considéré IBM comme l'ennemi dont il fallait se méfier alors qu'en réalité c'était Microsoft qu'il aurait fallu craindre. La multinationale fondée par Bill Gates et Paul Allen est devenue aujourd'hui l'un des principaux concurrents de la firme à la pomme. Le succès d'Apple ne venait pas du matériel vendu, mais principalement des logiciels disponibles sur la plate-forme et de leur simplicité d'utilisation, comme l'a reconnu John Sculley.

## Distinctions
1984 a reçu plusieurs grands prix depuis sa diffusion initiale. En 1984, le Grand prix du 31e Festival international de la publicité de Cannes, le Grand Effie, un CLIO Award, et un Belding Award lui sont décernés.
Suivront plusieurs distinctions rétrospectives :
- En 1995, 1984 entre au Hall of Fame de la CLIO[15] et est consacré Publicité de la décennie par le magazine Advertising Age[16].
- En 1999, TV Guide l'élit première des cinquante plus grandes publicités.
- En 2003, la World Federation of Advertisers remet pour son 50e anniversaire, le Jubilee Golden Award récompensant la meilleure publicité des 50 années passées ainsi que trois autres prix pour son Hall of Fame[17].

## Impact et influence
1984 a exercé un impact sur la façon dont les entreprises ont envisagé leurs campagnes publicitaires, faire consommer du signe et non du produit, et a contribué à transformer le Super Bowl en événement publicitaire majeur, un « véritable hymne au capitalisme ». Alors qu'en 1967 (1er Super Bowl), 30 secondes de spot coûtaient 42 000 $, le tarif en 2007 était à 3 millions de dollars pour la même durée, montrant l'intérêt porté par les annonceurs à cet événement jugé incontournable. D'ailleurs, les médias s'intéressent désormais autant à la soirée du Super Bowl pour les publicités qui y sont diffusées que pour le match lui-même, le lancement d'une campagne publicitaire relevant désormais du domaine des news. Les grandes sociétés d'informatique, ainsi que les sociétés liées à Internet, sont d'importants annonceurs lors de cet événement.
Le spot semble avoir eu un impact positif sur les ventes de Macintosh, qui ont été 40 % supérieures aux estimations avec 70 000 appareils vendus au cours des cent premiers jours. L'effet de la publicité s'est ressenti sur les ventes bien au-delà de la période de diffusion ; on parle alors d'hystérésis, phénomène relativement rare en publicité.

## 1984dans la culture populaire: reprises et détournements
Pour célébrer le 20e anniversaire du Macintosh, Apple a réalisé une version modifiée du spot dans laquelle un iPod – incrusté numériquement dans l'image – est visible à la ceinture de l’héroïne. Cette version légèrement retouchée de 1984 est diffusée le 6 janvier 2004 lors de la conférence d'ouverture de la Macworld Conference & Expo/San Francisco au Moscone Center et a été disponible un temps sur le site d'Apple.
Pour annoncer la sortie de Half-Life 2 sur Mac OS X, Valve Corporation a créé une bande-annonce basée sur ce spot.
Le téléfilm Les Pirates de la Silicon Valley, qui conte les débuts de l'ordinateur personnel à travers la rivalité entre Microsoft et Apple Computer, commence par une reconstitution du tournage de 1984. On y voit Steve Jobs, interprété par Noah Wyle, parler avec le réalisateur Ridley Scott, interprété par J.G. Hertzler.
En avril 2007, un utilisateur, enregistré sous le pseudonyme ParkRidge47, importe sur le site de partage de vidéos YouTube, un détournement de 1984 en soutien à Barack Obama dans le cadre des primaires démocrates de 2008. Le discours de Big Brother y est remplacé par un discours d'Hillary Clinton, et les zombies représentent les électeurs démocrates. ParkRidge47 s'est avéré être un employé d'une firme de communication en ligne ayant travaillé pour la campagne d'Obama.
1984 est aussi parodié dans deux séries télévisées d'animation créées par Matt Groening :
- Dans le septième épisode de la saison 20 Les Apprentis Sorciers des Simpson, Jeff Albertson, le vendeur de bandes dessinées, poursuivi par la police, lance un marteau en direction d'un écran géant diffusant une allocution de « Steve Mobs », patron de Mapple Inc., et le brise[26].
- Dans un épisode des Simpson, Lisa contrôlerait la place des élèves dans le bus et imagine la pub 1984 ou Bart jette le marteau sur Lisa mais n'arrivera pas.[réf. nécessaire]
- Dans le 53e épisode OPA sur PME (parfois appelé Les actions du futur) de Futurama, un homme d'affaires des années 1980 qui était cryogénisé, crée une publicité très similaire à 1984 pour l'entreprise Planet Express. Son concurrent La société de courses de Mom prend quant à lui la place de Big Brother. Lorsque l'écran est brisé, un zombie se lève et crie « Hey, on était en train de regarder ça »[N 8]. Comme avec 1984, le message commercial et le produit ou service promu ne sont pas clairement définis.

Dans le film 99 francs, c'est en voyant ce spot au cinéma qu'Octave décide de devenir publicitaire.
En 2014, le site allemand de vente en ligne de vêtements et de chaussure Zalando parodie ce spot et l'adapte au monde de la mode.
Le 13 août 2020, Epic Games parodie la publicité 1984, pour lutter contre le monopole de l'App Store sur les micro-transactions. Le jour même, Apple avait supprimé le jeu Fortnite de son catalogue car le jeu proposait des micro-transactions qui ne respectaient pas la politique d'Apple.
Vice-versa 2, parodie la publicité.